# Kevin Stöger
Kevin Stöger (Steyr, 1993. augusztus 27. –) osztrák labdarúgó, aki 2020 óta a német Mainz 05 középpályása. 
Pascal Stöger a bátyja.

## Klubcsapatokban
2011. január 22-én Stöger bemutatkozott a harmadosztályú VfB Stuttgart II-ben az FC Carl Zeiss Jena ellen.
A 2012–13-as szezonban felkerült a VfB Stuttgart első csapatába. A 2012–2013-as német labdarúgókupa második körében, az FC St. Pauli 3–0-s hazai legyőzésekor debütált.
2013. július 1-től 2015. júniusáig kölcsönben az 1. FC Kaiserslauternhez került.

## Válogatottban
17 évesen behívták a 2011-es U20-as labdarúgó-világbajnokság osztrák keretébe.

## Fordítás
Ez a szócikk részben vagy egészben  a   Kevin Stöger című angol Wikipédia-szócikk ezen változatának fordításán alapul.  Az eredeti cikk szerkesztőit annak laptörténete sorolja fel. Ez a jelzés csupán a megfogalmazás eredetét és a szerzői jogokat jelzi, nem szolgál a cikkben szereplő információk forrásmegjelöléseként.